# Laodike (Tochter des Agamemnon)
Laodike (altgriechisch Λαοδίκη Laodíkē) ist in der griechischen Mythologie die Tochter des Agamemnon und der Klytaimnestra.
Später bei den Tragikern trat an ihre Stelle Elektra.